# Dalea weberbaueri
Dalea weberbaueri är en ärtväxtart som beskrevs av Oskar Eberhard Ulbrich. Dalea weberbaueri ingår i släktet Dalea, och familjen ärtväxter.

## Underarter
Arten delas in i följande underarter:
- D. w. sericophylla
- D. w. weberbaueri